# Eldos Smetov
Jeldos Smetov (kazašsky Елдос Сметов), (* 9. září 1992 v Lugovoji, Kazachstán) je kazašský zápasník – judista.

## Sportovní kariéra
Zápasit začal od pěti let po vzoru svého staršího bratra Žandose. S judem se seznámil v Tarazu, kde chodil na sportovní školu. Jeho prvním trenérem byl Achmet Žumagulov. Připravuje se v Almaty pod vedením trenéra Džilgedijeva. Smetov je pravoruký, poměrně nízký judista s mimořádně rychlými reakcemi. K jeho osobním technikám patří pravé drop seoi-nage, uki-waza, sode-curikomi-goši a další techniky s nádechem samba.
V roce 2016 startoval na olympijských hrách v Riu jako úřadující mistr světa a bez zaváhání prošel do finále, ve kterém se utkal s Beslanem Mudranovem z Ruska. Finále rozhodla lepší Mudranova fyzická kondice v prodloužení, po minutě nastaveného času kapitoval na wazari. Získal stříbrnou olympijskou medaili.

### Vítězství
- 2011 - 1x světový pohár (Taškent)
- 2013 - 2x světový pohár (Varšava, Almaty)
- 2014 - 1x světový pohár (Astana)
- 2015 - 1x světový pohár (Budapešť)

## Výsledky
| Olympijské hry    |    |     | —  |    |    |    | 2. |  |  |  |  |  |  |  |  |  |  |  |  |  |  |  |
| Mistrovství světa | —  | úč. |    | 7. | —  | 1. |    |  |  |  |  |  |  |  |  |  |  |  |  |  |  |  |
| Asijské hry       | —  |     |    |    | 1. |    |    |  |  |  |  |  |  |  |  |  |  |  |  |  |  |  |
| Mistrovství Asie  |    | —   | 3. | —  |    | 5. | 1. |  |  |  |  |  |  |  |  |  |  |  |  |  |  |  |
| MS juniorů        | 1. | 3.  |    |    |    |    |    |  |  |  |  |  |  |  |  |  |  |  |  |  |  |  |